# Cimetière des Sablières
Le cimetière des Sablières est un des cimetières de la ville de Niort dans les Deux-Sèvres. Il a été ouvert en 1899, le cimetière ancien de Niort et le cimetière Cadet étant saturés. Son entrée se trouve place du Souvenir français.

## Description
Ce cimetière est dessiné d'allées rectilignes avec encore quelques chapelles funéraires du début du XXe siècle. On remarque un imposant monument aux morts, un menhir en mémoire des marins érigé en 1962, ainsi qu'un monument pour les harkis. Ce cimetière possède un carré militaire avec 179 tombes.

## Personnalités inhumées
- Général Louis-François-Jean Chabot (1857-1837), baron d'Empire (tombe en forme de pyramide avec un médaillon)
- Hippolyte Gentil (1848-1935), député et sénateur des Deux-Sèvres
- Georges Queuille (1857-1932), pharmacien inventeur du vin de Gloria[1]
- Claire Sainte-Soline (1891-1967), femme de lettres